# Venti Chiavi gitártrió
A Venti Chiavi gitártrió magyar kamarazenei formáció. Tagjai: Ritter Zsófia, Kormos Balázs, Tóth Álmos.

## A trió elnevezése
A Venti Chiavi olasz eredetű elnevezés, jelentése: „Húsz Hangolókulcs”. 
A trió azért választotta ezt a különleges nevet, mert három hangszerükön nem a gitártrióknál megszokott 3×6, vagyis 18 húr található, hanem Tóth Álmos nyolchúros gitárjának köszönhetően húsz. Ezt a húszhúros felállást összes koncertjükön tartják, ezért immár védjegyükké vált. A plusz két mély húrnak (hangzó kontra "A" és "H") köszönhetően számos olyan átiratot készítettek már, amely a normál gitártriók által nem eljátszható.

## Története
A Venti Chiavi gitártriót 2014-ben hozta létre a Pécsi Tudományegyetem Művészeti Karának három gitár szakos hallgatója, Ritter Zsófia, Kormos Balázs és Tóth Álmos. Tóth Álmos ugyanitt szerezte meg klasszikus hangszerművész mesterdiplomáját, míg Ritter Zsófia és Kormos Balázs a Liszt Ferenc Zeneművészeti Egyetemen. Ritter Zsófia és Tóth Álmos jelenleg (2018) a Pécsi Tudományegyetem Doktori Iskolájának hallgatói.
A Venti Chiavi Gitártrió egyik fő célja a klasszikus gitártrió repertoárjának bővítése. Ezért részint kevésbé ismert gitártrióra írt műveket kutatnak fel és játszanak el, másrészt átiratokat készítenek billentyűs, illetve zenekari művekből. Átirataikat Tóth Álmos készíti, aki eddigi munkájáért 2018 februárjában megkapta az Aschaffenburgi Gitárverseny legjobb átiratának szóló díjat.
A trió másik fő célja a magyar komolyzene népszerűsítése. Külföldi és magyar koncertjeiken is nagy hangsúlyt fektetnek magyar zenei átirataik és eredeti magyar gitárdarabok repertoárra tűzésére (pl: Bartók Béla, Farkas Ferenc, Hollós Máté, Sugár Miklós, Tóth Armand, Weiner Leó művei). 
A trió megalakulása után két évvel kezdett nemzetközi versenyeken részt venni. Két év alatt nyolc nemzetközi versenyhelyezést és számos hazai és külföldi elismerést szereztek, melynek köszönhetően aktív szereplői lettek a hazai és nemzetközi klasszikus zenei koncertéletnek. 2016 októberében a Zene Világnapja alkalmából élőben játszottak a Bartók Rádió Márványtermében. Felléptek - a teljesség igénye nélkül - a következő koncerttermekben és fesztiválokon: Óbudai Társaskör, Nádor Terem, Művészetek Palotája Balatonfüredi Nemzetközi Gitárfesztivál, Harmonia Cordis Nemzetközi Gitárfesztivál, Harmonia Cordis Nemzetközi Gitáros Napok, Bale Valle Live Guitar International Guitar Festival, Solarino Gitárfesztivál, Notte in Cittá Gorizia, Szeged Nemzetközi Gitárfesztivál, Ördögkatlan Fesztivál.

## Nemzetközi versenyhelyezések
- 1. helyezés, 3rd International Guitar Competition Vale-Balle „Live Guitar” (Horvátország), 2017
- 1. helyezés, 2nd Danubia Talents International Music Competition, Vác 2017
- 1. helyezés, 17th National Guitar Competition at the Guitar Festival of Szeged, 2016.
- 2. helyezés, GFA Convention and Competition (Miami, USA), 2019
- 2. helyezés, Ossola Guitar festival, International Guitar Competition ,,Paola Ruminelli" 2019

3rd International Competition
“Paola Ruminelli”
(Ossola, Olaszors 2019zág)
- 2. helyezés, International Guitar Competition „Hommage to Niccoló Paganini” (Olaszország), 2018
- 2. helyezés, 5th Aschaffenburg International Competition for Chamber Music with Guitar
- 2. helyezés, 2th International Classical Guitar Competition at the Zagreb Guitar festival (Horvátország), 2016
- 2. helyezés, 14th Transilvania International Guitar Festival (Románia), 2016
- 3. helyezés, 1st International Competition For Chamber Music with Guitar, Braga (Portugália), 2017